# Marija Gromowa (polityk)
Marija Siergiejewna Gromowa (ros. Мария Сергеевна Громова, ur. 1929 w obwodzie moskiewskim, zm. 2008) – radziecka dójka i działaczka partyjna, Bohater Pracy Socjalistycznej (1975).

## Życiorys
Skończyła 7 klas szkoły średniej, od 1945 pracowała w kołchozach obwodu moskiewskiego, w latach 1954–1988 pracowała jako dójka w Gosplemzawodzie "Kommunarka" rejonu lenińskiego obwodu moskiewskiego. Łączny roczny udój krów dojonych przez M. Gromową w roku 1974 wyniósł 439 ton mleka, za co otrzymała ona tytuł Bohatera Pracy Socjalistycznej; w roku następnym udój wyniósł 530 ton mleka. Od 1973 należała do KPZR, w latach 1981–1986 członek Centralnej Komisji Rewizyjnej KPZR, 1986–1990 członek KC KPZR, od 1988 na emeryturze. Deputowana do Rady Najwyższej ZSRR 10 i 11 kadencji (1979–1989).

## Odznaczenia i nagrody
- Medal Sierp i Młot Bohatera Pracy Socjalistycznej (10 lutego 1975)
- Order Lenina (10 lutego 1975)
- Nagroda Państwowa ZSRR (1975)

I inne ordery oraz medale.